# Johan Afzelius
Johan Afzelius (ur. 13 czerwca 1753 w Larv, zm. 20 maja 1837 w Uppsali) – szwedzki chemik, wyizolował kwas mrówkowy (z trucheł mrówek) i opisał jego właściwości, wykazał różnice pomiędzy kwasami mrówkowym i octowym a także pomiędzy octowym i szczawiowym. Zajmował się również mineralogią, a zwłaszcza rudami niklu oraz metodami uzyskiwania tego metalu. Dzięki przeprowadzonej w latach 1792-1797 wyprawie badawczej opisał i sklasyfikował złoża rud Norwegii, Danii i północno-zachodniej Rosji. Zebrana wówczas kolekcja minerałów znajduje się na Uniwersytecie w Uppsali. 
Johan Afzelius uzyskał doktorat na Uniwersytecie w Uppsali w 1776 r. pod opieką Torberna Olofa Bergmana. Od 1780 r. był wykładowcą na Uniwersytecie w Uppsali, a w 1784 r. otrzymał tytuł profesora chemii.
Od 1801 r. był członkiem Królewskiej Szwedzkiej Akademii Nauk. Był promotorem doktoratu Jönsa Jacoba Berzeliusa. Jego braćmi byli: botanik Adam Afzelius i lekarz Pehr von Afzelius.